# Baicoli
I baìcoli sono biscotti tipici di Venezia, venduti in tradizionali scatole gialle di latta. Consistono in sottili fette tagliate da un piccolo panetto allungato, lasciate accostate nella posizione originale. 

## Storia
Secondo alcune fonti il nome deriverebbe da quello locale del cefalo di taglia minuta. Nel Dizionario del dialetto veneziano pubblicato nel 1829, Giuseppe Boerio descrisse il baicolo come segue: “Pasta reale condita di zucchero, spugnosa, biscottata, che s'inzuppa nel caffè o simili bevande. Dicesi baicolo per similitudine, benché grossolana, alla figura dei piccolissimi cefali, chiamati appunto Baicoli”. Sono stati riconosciuti come P.A.T..

## Caratteristiche
Tali biscotti hanno la caratteristica di conservare a lungo la fragranza quando sono conservati opportunamente in scatole di latta, pertanto potevano essere portati in mare e consumati durante i lunghi viaggi delle navi veneziane.
Tradizionalmente, essendo molto secchi, erano serviti con caffè e zabaione nei quali potevano essere intinti.
La preparazione, che è lunga e laboriosa, prevede due momenti di lievitazione e una doppia cottura in forno.